# Metalyogoniosoma unum
Metalyogoniosoma unum is een hooiwagen uit de familie Gonyleptidae.